# داستان‌های پایان هفته: خط تأخیر
داستان‌های پایان هفته: خط تأخیر (لهستانی: Opowieści weekendowe: Linia opóźniająca) یک تله‌فیلم درام لهستانی به کارگردانی کشیشتف زانوسی است که در سال ۱۹۹۷ ساخته و در سال ۱۹۹۸ منتشر شد.

## خلاصهٔ داستان
پاوئو که تهیه‌کننده تلویزیونی یک برنامه گفتگوی پرطرفدار است، مردی را که به‌طور اتفاقی با او آشنا شده است، به برنامهٔ تلویزیونی‌اش دعوت می‌کند. پخش زنده آغاز می‌شود. در طول پخش، مهمان برنامه شروع به افشاگری می‌کند و دستاوردها و موقعیت یک دانشمند مشهور را زیر سؤال می‌برد. پاوئو دودل است و باید تصمیم بگیرد که برنامه را متوقف کند یا اجازه دهد مرد به صحبت‌هایش ادامه دهد؛ به‌ویژه آنکه حرف‌ها و استدلال‌های او کاملاً معقول و در خورِ توجه است.

## گزیدهٔ بازیگران
- بارتوش اوپانیا
- تادئوش برادتسکی
- مونیکا کفیاتکوفسکا
- کارول اشتراسبورگر
- آندژی دِسکور
- آگنیشکا وارخولسکا
- زوفیا پرچینسکا
- مارک فرانتسکوویاک
- کژشیمیر دمبسکی
- یاتسک دوماینسکی